# Mavrodaphne (Rebsorte)
Mavrodaphne (griechisch Μαυροδάφνη Mavrodafni ‚schwarzer Lorbeer‘) ist eine Rotweinsorte. Im Jahr 2010 lag die weltweite Anbaufläche bei 345 ha und ist seit einigen Jahren rückläufig. Trotz dieser geringen Anbaufläche zählt diese Sorte zu den bekanntesten autochthonen Rebsorten Griechenlands. Neben dem von der gleichnamigen Insel stammenden weißen Samos ist der Mavrodaphne der bekannteste griechische Süßwein. Diese tanninreiche Sorte ergibt im klassischen Weinausbau tiefrote Weine, die anderen Sorten im Verschnitt mehr Farbe verleihen kann. Erste DNA-Analysen legen eine genetische Nähe zur Rebsorte 'Goustolidi' nahe. Eine endgültige Bestätigung steht aber noch aus.

## Ampelographische Sortenmerkmale
In der Ampelographie wird 'Mavrodaphne' folgendermaßen beschrieben:
- Die Triebspitze ist offen. Sie ist wollig behaart (Indument), weißlich mit leicht rotfarbenem Anflug. Die hellgrünen Jungblätter sind leicht behaart und von blass-grünlicher Farbe.
- Die dunkelgrünen Laubblätter (siehe auch den Artikel Blattform) sind fünflappig und tief gebuchtet. Die Stielbucht ist ellipsenförmig geschlossen.
- Die zylinder- bis konusförmige Traube ist klein bis mittelgroß und sehr lockerbeerig. Die rundlichen bis leicht ovalen Beeren sind klein und von rötlich-schwarzer Farbe.

Die Rebsorte reift 25 Tage nach dem 'Gutedel' und gilt somit als spät reifend (siehe Rebsorte). Sie ist trotz der dicken Beerenhaut anfällig gegen die Rebkrankheit Echter Mehltau (auch Oidium genannt), aber weniger gegen den Falschen Mehltau. 'Mavrodaphne' neigt zu Verrieselung; der mittlere Ertrag ist dadurch gering.

## Synonyme
'Ahmar Mechtras', 'Mauro daphni', 'Mavro Daphni', 'Mavrodafni', 'Mavrodafnitsa', 'Mavrodrami', 'Thiniatiko'